# Gibbamblyops longisquamosa
Gibbamblyops longisquamosa är en kräftdjursart som beskrevs av Murano och Krygier 1985. Gibbamblyops longisquamosa ingår i släktet Gibbamblyops och familjen Mysidae. Inga underarter finns listade i Catalogue of Life.